# James Booth
James Booth, född David Noel Geeves 19 december 1927 i Croydon, London, död 11 augusti 2005 i Hadleigh, Essex, var en brittisk skådespelare.

## Rollista i urval
- 1960 – Gröna nejlikan
- 1962 – Doktorn sliter hund
- 1962 – Sparvar kan inte sjunga
- 1964 – Zulu
- 1967 – Rånet
- 1968 – I festligaste laget
- 1975 – Brannigan
- 1975 – The Sweeney (TV-serie) (1 avsnitt)
- 1977 – Haveriplats: Bermudatriangeln
- 1978 – Bilstaden (miniserie)
- 1986 – Auf Wiedersehen, Pet (TV-serie) (8 avsnitt)
- 1986 – På liv och död
- 1990–1991 – Twin Peaks (TV-serie) (5 avsnitt)
- 1991 – Lovejoy (TV-serie) (1 avsnitt)
- 2005 – Keeping Mum